# Fljótsdalur

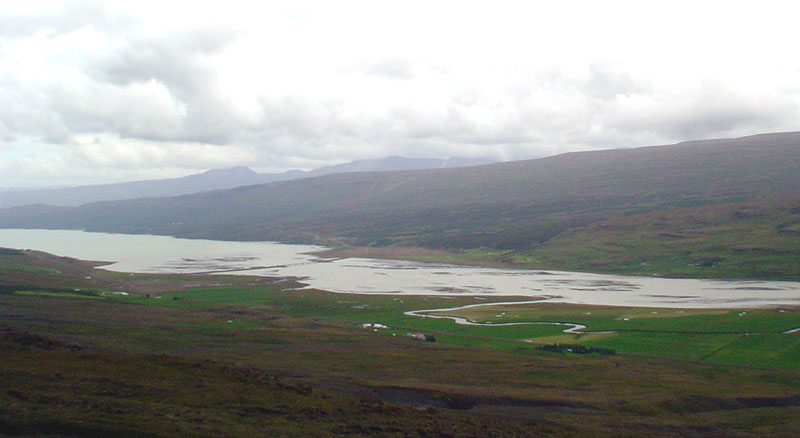
Fljótsdalur

Fljótsdalur - dolina we wschodniej Islandii, w regionie Austurland, ciągnąca się na południowy zachód od miasta Egilsstaðir. W dolinie płynie rzeka Jökulsá í Fljótsdal, która uchodzi do jeziora Lagarfljót. Większa jej część wchodzi w skład gminy Fljótsdalshreppur, która wzięła od niej swoją nazwę.
W dolinie znajduje się punkt turystyczny Végarður (otwarty od maja do końca sierpnia), w którym można dowiedzieć się na temat projektu hydroeneregtycznego Kárahnjúkar oraz okolicznych atrakcjach przyrodniczych. Inną atrakcyją doliny jest siedlisko Skriðuklaustur, gdzie znajduje się dom islandzkiego pisarza Gunnara Gunnarssona, a obok niego punkt informacyjny Parku Narodowego Vatnajökull. W pobliżu można dotrzeć do wodospadu Hengifoss.